# Иняцио Паоли
Иняцио Паоли или Игнат Феликс Паоли е никополски и букурещки епископ. През неговото епископство България добива своята самостоятелност. Управлението му е свързано с важни преобразования в структурата на Католическата църква след Освобождението на България.

## Биография
Игнат Феликс Паоли е роден на 26 юли 1818 г. във Флоренция, Италия.
На 20 август 1870 г. е бил ръкоположен в Рим за никополски епископ. На 14 март 1881 г. той коронясва първия крал на Румъния - Карол I.
В началото на 1883 г., по времето на папа Лъв XIII е променен статутът на Никополската епархия. Влашко е отделено от юрисдикцията на никополския eпископ и на тия земи е даден статут на самостоятелна архиепископия. За първи букурещки архиепископ бил назначен монсеньор Паоли, а за духовен глава на вече побраната само в политическите граници на Княжество България Никополска епархия бил ръкоположен на 3 май същата година монсеньор Иполит Луи Агосто. Епископ Паоли е изградил катедралата „Свети Йосиф“ в Букурещ. Строителството ѝ е завършено в края на 1883 г.
Епископ Паоли умира на 27 февруари 1885 г. във Виена.